# Xã Marion, Quận Henry, Iowa
Xã Marion (tiếng Anh: Marion Township) là một xã thuộc quận Henry, tiểu bang Iowa, Hoa Kỳ. Năm 2010, dân số của xã này là 347 người.